# Hoch oben
Hoch oben (Originaltitel arabisch ورشة, DMG Warša, auch Warsha) ist ein Kurzfilm von Dania Bdeir, der im Januar 2022 beim Sundance Film Festival seine Premiere feierte und im Januar 2022 bei Arte erstmals in Deutschland vorgestellt wurde.

## Handlung

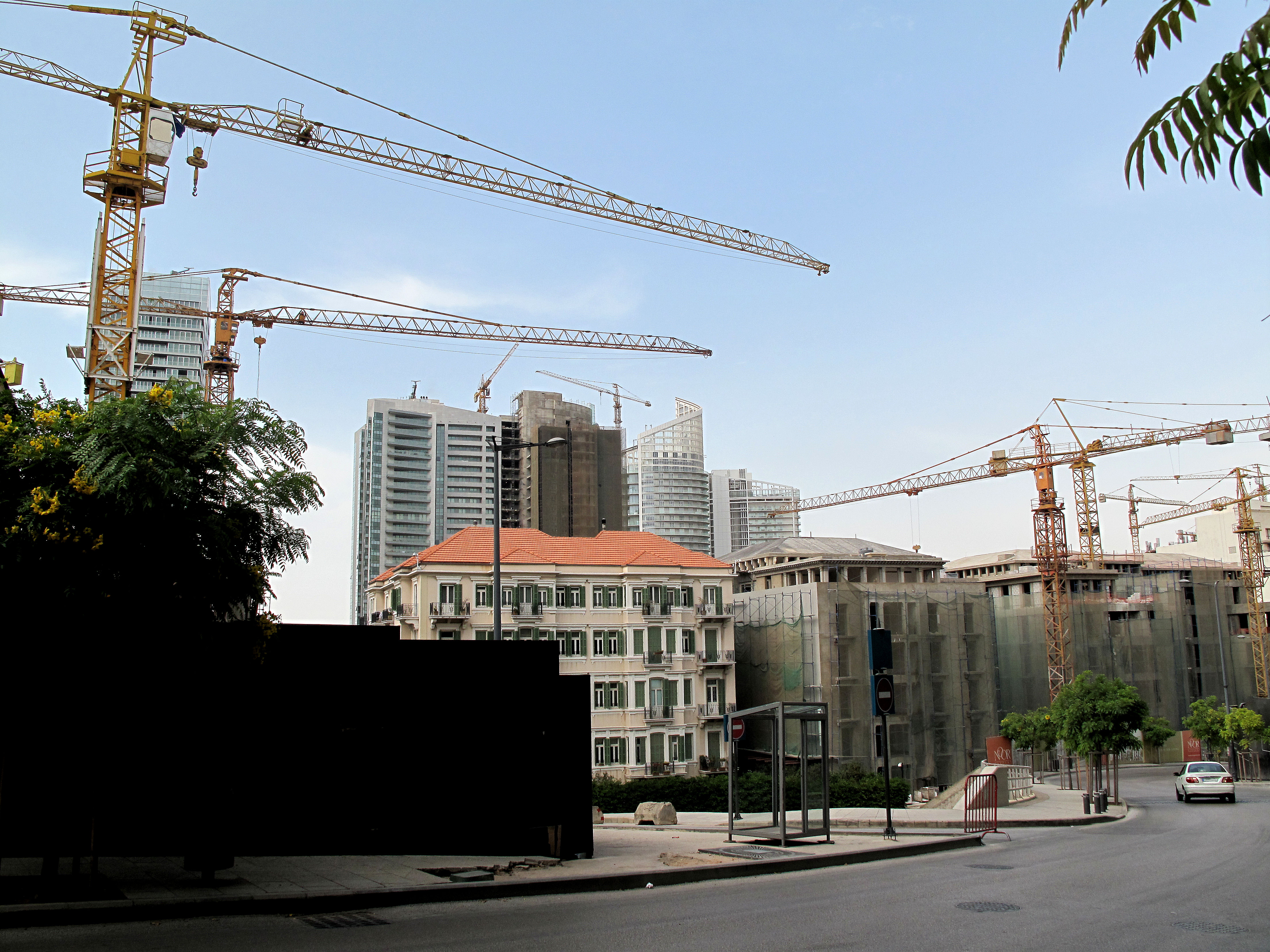
Während des Baubooms im Libanon waren viele Syrer in Beirut am Bau von Luxusimmobilien beteiligt

Der Syrer Mohammad lebt mit mehreren Männern in einer Arbeiterunterkunft in Beirut. Jeden Morgen werden sie mit einem Transporter/Kleinbus auf eine Baustelle gebracht. Der Job des Kranführers ist dort von allen gefürchtet, da er beim kleinsten Wind umkippen könnte. Er wird daher von den anderen Arbeitern einfach „Biest“ genannt. Mohammad ist von dem Gedanken jedoch fasziniert, diesen Job zu machen, und meldet sich freiwillig als neuer Kranführer.
Als Mohammad mit dem Aufzug zum ersten Mal nach oben gefahren wird und den Kran hochklettert, ist er völlig fertig als er endlich auf seinem Sitz Platz nimmt. Er raucht erstmal eine Zigarette und blickt über die Stadt und das Meer. Er macht das Radio an und platziert das Foto einer Tänzerin im Fenster und kann endlich einmal in Ruhe seiner Leidenschaft nachgehen. Er beginnt voller Inbrunst zu tanzen und malt sich aus, an Ketten vom Kran hängend hoch über der Stadt akrobatische Kunststücke zu vollbringen. Nach seinem Arbeitstag erledigt er sogar sein Gebet dort oben. 
Als die Männer zurück in die Unterkunft gebracht werden, breitet sich auf Mohammads Gesicht ein zufriedenes Lächeln wegen seiner neugewonnenen Freiheit aus, dort oben tun und lassen zu können, was er will.

## Produktion

### Filmstab und Idee
Regie führte Dania Bdeir, die auch das Drehbuch schrieb. Es handelt sich um ihren vierten Kurzfilm. Als Tochter syrischer Eltern wuchs sie selbst im Libanon auf. Die Idee zu dem Film Hoch oben kam Bdeir, als sie im Jahr 2017 in Beirut auf dem Balkon saß und einen Mann auf einem Kran beten sah: „Zuerst hatte ich wirklich Angst. Ich dachte, er würde springen, aber als er sich hinkniete und mit seiner Stirn den Boden berührte, wurde mir klar, dass er betete. Es war einfach ein wirklich schöner Anblick, der sich in meinem Kopf festgesetzt hat, dieser Mann, der bei Sonnenuntergang auf einem Kran betet.“ Nach dem Vorfall entwickelte sie ein großes Interesse an Kranführern, einer Gruppe von Menschen, „die die Welt sehen, aber niemand sieht sie“.

### Besetzung und Dreharbeiten
Der Kranführer Mohammad wird von dem libanesischen Bauchtänzer Mohamad al-Khansa gespielt. Der in Beirut lebende Künstler, bekannt unter seinem Künstlernamen Khansa, hat damit eine Kunstform gewählt, die lange Zeit von Frauen dominiert wurde.
Anfangs wollte Bdeir alles live drehen, weil sie dies gewohnt war. Da weder sie noch Khansa Höhenangst hatten, wagten sie sich die Leiter zu einem Kran hinauf, fanden die Kabine jedoch in einem so schlechten Zustand vor, dass sie beschloss, diese Idee aufzugeben. Sie wandte sich an die Postproduktionsfirma La Planète Rouge, die zu dieser Zeit in Martigues das größte virtuelle Studio Frankreichs baute. So wurde Warsha zum ersten dort gedrehten Film. Einige Aufnahmen waren zuvor auf einer Baustelle in Beirut entstanden, teils mit der Hilfe von Drohnen. In Martigues wurden die im Studio entstandenen Aufnahmen und die vor Ort entstandenen miteinander kombiniert. Als Kameramann fungierte Shadi Chaaban.

### Veröffentlichung
Erste Vorstellungen des Films erfolgten ab dem 20. Januar 2022 beim Sundance Film Festival. Am 30. Januar 2022 wurde der Film bei Arte erstmals in Deutschland vorgestellt. Ab 21. März 2022 wurde er beim Flare London LGBTQ+ Film Festival gezeigt. Ende Mai, Anfang Juni 2022 erfolgten Vorstellungen beim Inside Out Toronto 2SLGBTQ+ Film Festival, ebenfalls im Juni 2022 beim Sundance London und Ende Juni 2022 beim Palm Springs International ShortFest. Im Juli 2022 wurde er beim Guanajuato International Film Festival gezeigt. Ende Juli 2022 wurde der Film beim New Horizons International Film Festival vorgestellt. Im Oktober 2022 wurde er beim Montclair Film Festival gezeigt. Im Dezember 2022 erfolgten Vorstellungen beim Red Sea International Film Festival.

## Rezeption

### Kritiken
Lylla Younes von New Lines schreibt in ihrer Kritik, aus dem Fenster des Krans erscheine Beirut als atemberaubend schöne Stadt am Meer. Ein mit dem Libanon vertrauter Zuschauer werde sich jedoch schmerzlich dessen bewusst, was darunter liegt: "eine Nation in Aufruhr, wirtschaftlicher Zusammenbruch, der Gestank von altem Müll, der durch die Straßen weht, ein Volk, das brutal enteignet wurde, eine Welt endemischer Korruption und tiefer struktureller Ungleichheit." Die mitreißenden Drohnenaufnahmen des Films riefen ein Schwindelgefühl hervor. Einen Film wie Warsha im Jahr 2022 zu sehen, sei eine verwirrende Erfahrung, da seit Beginn der Finanzkrise im Libanon und der anschließenden Hafenexplosion, die weite Teile Beiruts zerstörte, und der veränderten sozialen Hierarchien, die einst die Struktur der libanesischen Gesellschaft bestimmten, vieles Gezeigte von seiner früheren Bedeutung verloren habe.

### Auszeichnungen
Brussels Short Film Festival 2022
- Nominierung im International Competition[11][12]

César 2023
- Nominierung als Bester Kurzfilm[13]

Exground Filmfest 2022
- Nominierung im Internationalen Kurzfilmwettbewerb[14]

Festival du Court-Métrage de Clermont-Ferrand 2022
- Nominierung für den Grand Prix im Nationalen Wettbewerb (Dania Bdeir)[15]

Melbourne Queer Film Festival 2022
- Auszeichnung in der Kategorie International Short Fiction or Documentary[16]

Outfest Los Angeles 2022
- Auszeichnung mit dem Grand Jury Prize for Outstanding International Narrative Short[17]

Red Sea International Film Festival 2022
- Nominierung im Kurzfilmwettbewerb[10]

Sehsüchte 2022
- Lobende Erwähnung[18]

Semana Internacional de Cine de Valladolid 2022
- Auszeichnung mit dem Rainbow Award (Dania Bdeir)[19]

Sundance Film Festival 2022
- Nominierung für den Grand Jury Prize im Short Film Competition
- Auszeichnung mit dem Short Film Jury Award – International Fiction[1]